# Osmia apicata
Osmia apicata är en biart som beskrevs av Smith 1853. Osmia apicata ingår i släktet murarbin, och familjen buksamlarbin. Inga underarter finns listade i Catalogue of Life.